# ステファノ・ダ・ヴェローナ
ステファノ・ダ・ヴェローナ (Stefano da Verona) 、またはステファノ・ダ・ゼヴィオ (Stefano da Zevio) は、1379年ごろ-1438年ごろにヴェローナで活動したイタリアの国際ゴシック様式の画家である。
ステファノ・ダ・ヴェローナは、フィリップ2世 (ブルゴーニュ公) のために絵画を制作した後、ジャン・ガレアッツォ・ヴィスコンティの宮廷で働くためにイタリアにやってきたフランスの画家ジャン・ダルボワ (Jean d'Arbois) の息子であった。ステファノは、おそらくパヴィアにあったヴィスコンティ家の装飾写本画家の工房で修業をした。彼は、ヴェローナのカステルヴェッキオ美術館にある『バラ園の聖母』(1420年代–1430年代) に見られるようにミケリーノ・ダ・ベソッツォに影響を受けている。なお、『バラ園の聖母』は、ステファノ、またはミケリーノに帰属されてきた。
ヴェローナに落ち着く前に、ステファノはパドヴァで絵画を制作した。ヴェローナでは、署名と1434年の制作年が記されている『東方三博士の礼拝」 (ブレラ美術館、ミラノ) などの代表作を制作した。また、ウースター美術館にある『バラ垣の園の聖母子と天使たち (The Virgin and Child with Angels in a Garden with a Rose Hedge) 』がステファノに帰属されてきた。
ステファノは、同時期にヴェローナにいた画家ピサネロの友人であった。ヴィンチェンツォ・ディ・ステファノ・ダ・ヴェローナは、おそらく彼の息子が弟子であった。ステファノの兄弟ジョヴァンニ・アントニオ (Giovanni Antonio) とジョヴァンニ・マリア (Giovanni Maria) もまた画家であった。